# Bankia cieba
Bankia cieba is een tweekleppigensoort uit de familie van de Teredinidae. De wetenschappelijke naam van de soort is voor het eerst geldig gepubliceerd in 1946 door Clench & Turner.